# イジューは岐阜と
『イジューは岐阜と』（イジューはぎふと）は、2018年10月16日（15日深夜）から12月25日（14日深夜）までメ〜テレ制作RIKIプロジェクトの制作協力により、メ～テレとテレビ神奈川で放送されていたテレビドラマ、主演は早見あかり。

## 概要
岐阜県内の4市町（大垣市・白川町・中津川市・飛騨市）の協力で制作のテレビドラマである。

## キャスト
飛沢 真琴
演 - 早見あかり
石橋 亜紀
演 - 岡田義徳

### ゲスト

#### 第2話
ノリのいいお客
演 - 松田大輔（東京ダイナマイト）

#### 第3話
飛騨市を訪れた観光客
演 - 田中俊介（BOYS AND MEN）

#### 第7話
鈴木ちなみ（本人役）
演 - 鈴木ちなみ

## スタッフ
- 脚本 - 今井雅子
- 音楽 -
- 主題歌 -  チームしゃちほこ「DREAMER」（ワーナーミュージック・ジャパン）[2]。
- チーフプロデューサー - 太田雅人（メ〜テレ）、永井拓郎（RIKIプロジェクト）
- プロデューサー - 松岡達也（メ～テレ）、中島裕作（RIKIプロジェクト）
- 監督 - 大九明子、高明
- 制作協力 - RIKIプロジェクト
- 制作 - メ〜テレ

## 放送局
| 放送地域   | 放送局       | 放送時間                     | 放送期間         | 系列           |
| ---------- | ------------ | ---------------------------- | ---------------- | -------------- |
| 中京広域圏 | メ〜テレ     | 火曜 0:25 - 0:55（月曜深夜） | 2018年10月16日 - | テレビ朝日系列 |
| 神奈川県   | テレビ神奈川 | 水曜 23:00 - 23:30           | 2018年10月17日 - | 独立局         |

## 放送日程
| 放送回 | 放送日          | サブタイトル               | 監督     | 舞台市町        |
| ------ | --------------- | -------------------------- | -------- | --------------- |
| 第1話  | 2018年 10月16日 | 夫婦じゃありません！       | 大九明子 | 大垣市          |
| 第2話  | 10月23日        | 夢破れ男のレコードカフェ   | 大九明子 | 大垣市          |
| 第3話  | 11月6日         | ゆずれないものを持て！     | 高明     | 飛騨市          |
| 第4話  | 11月13日        | 居場所を探して             | 高明     | 飛騨市          |
| 第5話  | 11月20日        | もうひとつの人生           | 高明     | 飛騨市          |
| 第6話  | 11月27日        | 待てない女と煮え切らない男 | 大九明子 | 中津川市        |
| 第7話  | 12月4日         | 移住は一日にしてならず     | 大九明子 | 中津川市        |
| 第8話  | 12月11日        | 女神のしっぺ返し           | 大九明子 | 中津川市 白川町 |
| 第9話  | 12月18日        | いっそ私が移住！？         | 大九明子 | 白川町          |
| 最終話 | 12月25日        | 出会いはギフト             | 大九明子 | 白川町          |